# شهرستان الضحی
ناحیهٔ الضحی (به عربی: مدیریة الضحی) یک ناحیه در یمن است که در استان حدیده واقع شده‌است.

## خصوصیات
ناحیهٔ الضحی ۵۴٬۵۰۳ نفر جمعیت دارد.